# Le Vivier
Le Vivier (em catalão:  Vivers) é uma comuna francesa na região administrativa da Occitânia, no departamento dos Pirenéus Orientais. Estende-se por uma área de 12.90 km², e possui 72 habitantes, segundo o censo de 2018, com uma densidade de 5.6 hab/km².